# Abdullah Eryilmaz
Abdullah Eryilmaz (* 1958 in der Türkei) ist ein Berliner Buchhändler, Autor und Liedermacher.

## Leben
Der Sohn türkischer Bauern und Neffe eines Kinobesitzers erfuhr eine liberale Erziehung. Seit 1975 lebt Eryilmaz in Deutschland, betrieb zunächst in Köln einen Tante-Emma-Laden, arbeitete später in Imbissbuden, als Gabelstapler-, Taxi- oder Lkw-Fahrer; kurzzeitig war er neben diesen Tätigkeiten aufgrund einer Rundfunksendung auch überregional als „singender Müllmann“ bekannt. Anfang der 1990er Jahre zog er nach Berlin, lernte Bürokaufmann und betrieb dort einen Buchhandel in der Neuköllner Sonnenallee, den er später auf Versandgeschäft umstellte. Über seinen Buchladen bot er zudem auch zahlreiche fachfremde Dienstleistungen für türkischstämmige Mitbürger, z. B. Hilfe bei der Buchführung an. Daneben vermittelte er seine Kunden als Komparsen für Filmproduktionen.

## Werk
Anfang der 1990er Jahre veröffentlichte der Buchhändler das zweisprachige Musik-Album Gastarbeiterlieder - İsçi şarkıları (1990) mit eigenen Texten und Kompositionen über das Leben in der Fremde. Noch heute wird er, der innerhalb der türkisch-deutschen Gemeinschaft schon lange zuvor mit seinen Liedern bekannt geworden war, bisweilen als einer der führenden Musiker aus dem Bereich Gurbet Türküleri bezeichnet.
Mit Mein Onkel und sein Freund (2002) gab der Buchhändler einen ersten eigenen Erzählband im Selbstverlag heraus. Die „zehn warmherzigen, zuweilen auch satirischen Erzählungen“" des Buchhändlers haben „Verständigung, mutikulturelles Zusammenleben, deutsch-türkische Vorurteile und wie sie durch praktische Erfahrungen abgebaut werden“ zum Thema (taz).
Der Berliner Autor liest öfters aus seinen Werken. Im Rahmen der SommerLitorale der Berliner Buchmesse las er 2003 neben so bekannten Autoren wie Seyran Ateş und Özdemir Başargan, beim Internationalen Literaturfestivals Literatürk 2004 gemeinsam mit Yadé Kara.
Auch als Theaterschauspieler ist das Multitalent Eryilmaz ab und an zu sehen: auf dem Diyalog TheaterFest 2003 spielte er im Ensemble des Tiyatro Düşün in der türkischsprachigen Fassung von Jean Genets Unter Aufsicht: Gözetim Altında mit. Eigene monodramatische Werke führt Eryilmaz mit Sketchen wie Drama, Der Pfarrer von Neukölln (beide 2006) oder Ich-AG (2005) innerhalb seiner Lesungen u. a. im Berliner Tiyatrom oder als Kabarett mit Torsten Gardei auf.

## Werke
- Gastarbeiterlieder. İşçi Şarkıları. Deutsch-Türkisch. Majör Müzik Yapım Ltd. Şti, Kaset, 1990.
- Mein Onkel und sein Freund. Erzählungen. Uygar-Buchladen. Kitap, Berlin 2002.